# Исмайлов, Таги Махмуд оглы
Таги Махмуд оглы Исмайлов (азерб. Tağı Məşədi Mahmud oğlu İsmayılov; 1887 год, с. Чомахтур — 1958 год, с. Чомахтур Шарурский района Нахичеванская Автономная Советская Социалистическая Республика Азербайджанская ССР) — борец за независимость, партизан, один из командиров «Красного батальона».

## Биография
Родился в 1887 году в селе Чомахтур Шарурского округа Нахчывана. Его отец Мешеди Махмуд Исмаил оглу окончил Высшую духовную школу в Хорасане и был одним из самых образованных и прогрессивных людей своей эпохи.
Он близко дружил не только с просветителями в Нахчыванском крае, но и с интеллигенцией, проживавшей в некоторых городах Южного Азербайджана (Хорасан, Тебриз, Хой и в Маку). Хотя Мешеди Махмуд и получил духовное образование, но любил одеваться по последнему веянию европейской моды, отчего в знак уважения и почтения его называли «заграничный Махмуд».
Мешеди Махмуд маленького Таги определил не в духовную школу села Чомахурт, а в «русско-татарскую» («русско-азербайджанскую») школу в соседнем селе Енгиджа, открытую просветителем Иваном Петровичем, сосланным на Кавказ из-за своих революционных воззрений.
С первых же дней способности и решительность юного Таги привлекают пристальное внимание преподавателя. В течение трёх лет он получает в этой школе образование на русском языке. Иван Петрович рассказывает о революционных процессах в России, и это оказывает серьёзное воздействие на Таги, у которого формируется новое мировоззрение.
Вскоре Ивану Петровичу предстояло вернуться в Россию. С одним из уважаемых людей он шлёт Мешеди Махмуду весточку: «Не тревожься за Таги, он едет со мной в Армавир». Знакомство с революционно настроенными друзьями Ивана Петровича в Армавире открыло в жизни Таги новую страницу борьбы с бесправием, несправедливостью, жестокостью существующей власти.

## Командир
Борец за независимость Азербайджана. На строительстве Армавирской железной дороги на Северном Кавказе Таги работает десятником, возвышается до должности помощника инженера. В 1902 году участвовал в строительстве железной дороги Нахичевань-Ереван.
Во время работы на строительстве железной дороги Шахтахты — Маку — Баязид, предназначенной для перевозки российских войск и военной техники, Исмайлов вёл революционную пропаганду среди рабочих-путейцев (1917 год), а в 1918—1919 годах создавал боевые отряды, сражающиеся с вторгнувшимися в сёла Шарурского округа дашнакскими бандами.
Сражался в добровольческих боевых отрядах односельчан, которые действовали в составе турецких воинских частей, освобождавших сёла Шарурского края от армянских разбойников. За доблесть, проявленную при нанесении дашнакам последнего удара под селом Хок, был удостоен называемого «Турецкий секач» оружия и серебряного кинжала с украшенной ценными камнями рукояткой.
Возглавляемый им партизанский отряд особо отличился 28 июля 1920 года, когда в ущелье Дяряляяз была разгромлена крупная дашнакская банда, атаковавшая населённые пункты Шарура. В этом бою Исмайлов продемонстрировал героизм.
В 1920—1922 годах был одним из командиров «Красного батальона», созданного Аббасгулу беком Шадлинским.

## Гражданская жизнь партизанского командира
В советский период Исмайлов был организатором и руководителем банковских и кооперативных структур, комбината по заготовке зерна.
В 1927 году избран делегатом I съезда Азербайджанского сельскохозяйственного кооперативного объединения с правом решающего голоса, а спустя два года Таги Исмайлов направлен в Москву на III Всесоюзный съезд работников кредитных организаций сельскохозяйственного банка СССР.
26 января 1939 года решением народного комиссара по заготовкам удостоен нагрудных значков «Отличник-заготовитель», «Отличник зерновой и ржаной промышленности», «Отличник строитель-заготовщик СССР».
За самоотверженный труд в годы Великой Отечественной войны в тылу, за образцовое и без потерь хранение запасов зерна (большая часть вывезенного от фашистов зерна с Северного Кавказа хранилась на Норашенской зерновой базе) в феврале 1943 года Исмайлов удостоен нагрудного значка «Отличник-заготовитель» народного комиссара по заготовкам СССР, 24 июня 1946 года указом Президиума Верховного Совета СССР ему была вручена медаль «За доблестный труд в Великой Отечественной войне 1941—1945 гг.». За образцовый труд Исмайлов был награждён орденом «Знак Почёта».
Скончался в 1958 году.

## Источник
- AMEA, «Naxçıvan Ensiklopediyası», Naxçıvan-2005. (азерб.)
- olaylar.az — Xatirələrdə yaşayan Şərurlu partizan Tağı  (азерб.)
- bakutoday.az — Xatirələrdə yaşayan Şərurlu partizan Tağı  (азерб.)